# Telésforo Villasana
Telésforo Villasana fue un periodista, comerciante y abogado originario de Tula (Tamaulipas) en México. 
Director de la Escuela de Derecho de Tula, Tamaulipas, fue redactor del semanario manuscrito "El haz". En 1889 fundó y dirigió el periódico "El Tulteco", prestigioso medio de comunicación regional donde valientemente se divulgaron manifiestos liberales.

## Otros cargos
- Delegado en el Primer Gran Congreso Liberal reunido en San Luis Potosí en 1901.
- Fundador del "Centro Político de Tula", en octubre de 1910.
- Diputado electo por el Cuarto Distrito Electoral en 1912.